# Hamlet (Tchaïkovski)
Pour les articles homonymes, voir Hamlet (homonymie).
Hamlet, op. 67, est une ouverture fantaisie de Piotr Ilitch Tchaïkovski composée en 1888 d'après la tragédie de William Shakespeare intitulée Hamlet, Prince de Danemark.